# Барроу, Моду
Моду «Мо» Барроу (англ. Modou Barrow; род. 13 октября 1992, Банжул) — гамбийский футболист, нападающий клуба «Аль-Ахли». Моду — первый игрок из Гамбии, который сыграл в Премьер-лиге.

## Карьера
Мо родился в Гамбии. Когда ему было 11 лет, его мать умерла. Он и четыре его брата переехали к отцу Швецию. «Футбол, очевидно, помог мне пройти этот сложный жизненный этап. Я очень хорошо играл в футбол, поэтому обрёл много новых друзей в школе, главным образом потому, что многие любили со мной играть в футбол. Я никогда не был подвергнут издевательствам.»
Мо начал заниматься футболом в молодёжных командах «Эстера» и «Мьёльбю». За «Мьёльбю» Мо дебютировал в 2010 году, всего за клуб провёл 15 матчей и забил 6 голов. В 2011 году Мо присоединился к другой команде из города Мьёльбю — «Мьёльбю Сёдру» за которую провёл 19 матчей и забил 23 гола. Благодаря такому хорошему выступлению за «Мьёльбю Сёдру», в 2012 году Барроу перешёл в клуб «Норрчёпинг», за который отыграл 7 матчей. В 2013 году перешёл в клуб «Варберг», за который сыграл 28 матчей и забил 2 гола. В 2014 году перешёл в клуб «Эстерсунд», за который сыграл 19 матчей и забил 10 голов.
30 августа 2014 года перешёл в клуб английской Премьер-лиги «Суонси Сити», предположительно за 1,5 млн фунтов стерлинга. «Мне нравится, как „Суонси“ играет в футбол, мне это напоминает о том, как я играл дома. Я смотрел много их игр по телевизору, и я был впечатлён тем, что видел», — приводят слова Мо официальный сайт клуба. «Они хотят дать молодым игрокам шанс, и я надеюсь, что смогу прогрессировать здесь». Барроу был отправлен в молодёжную команду. 28 октября 2014 года Мо был внесён в заявку на матч Кубка Футбольной лиги против «Ливерпуля». Ему был дан 58 номер.
9 ноября 2014 года Барроу дебютировал за «Суонси» в матче против «Арсенала», заменив Марвина Эмнеса на 67-й минуте.
Забил первый гол за клуб 3 января 2015 года в матче Кубка Англии против «Транмир Роверс».
После впечатляющего старта его карьеры в «Суонси» Барроу подписал новый четырёхлетний контракт до июня 2018 года.
Барроу был отдан в аренду в «Ноттингем Форест» 11 марта 2015 года до конца сезона 2014/15.

## Личная жизнь
Мо живёт со своей невестой и их дочерью Аней, которая родилась в ноябре 2014 года.

## Международная карьера
В мае 2015 года Мо был призван в сборную Гамбии, и 22 мая, он подтвердил на своём аккаунте Twitter, что он решил играть за свою родину Гамбию. Барроу дебютировал за сборную Гамбии по футболу 13 июня 2015 года в отборочном матче к Кубку африканских наций 2017 против ЮАР. Был включён в состав сборной на Кубок африканских наций 2021.

## Статистика
| Клуб                      | Сезон           | Лига            | Лига  | Лига | Кубок | Кубок | Кубок Лиги | Кубок Лиги | Другие | Другие | Всего | Всего |
| Клуб                      | Сезон           | Дивизион        | Матчи | Голы | Матчи | Голы  | Матчи      | Голы       | Матчи  | Голы   | Матчи | Голы  |
| ------------------------- | --------------- | --------------- | ----- | ---- | ----- | ----- | ---------- | ---------- | ------ | ------ | ----- | ----- |
| Мьёльбю                   | 2010            | 3 дивизион      | 15    | 6    | 0     | 0     | 0          | 0          | 0      | 0      | 15    | 6     |
| Мьёльбю                   | Всего           | Всего           | 15    | 6    | 0     | 0     | 0          | 0          | 0      | 0      | 15    | 6     |
| Мьёльбю Сёдру             | 2011            | 3 дивизион      | 19    | 23   | 0     | 0     | 0          | 0          | 0      | 0      | 19    | 23    |
| Мьёльбю Сёдру             | Всего           | Всего           | 19    | 23   | 0     | 0     | 0          | 0          | 0      | 0      | 19    | 23    |
| Норрчёпинг                | 2012            | Аллсвенскан     | 7     | 0    | 0     | 0     | 0          | 0          | 0      | 0      | 7     | 0     |
| Норрчёпинг                | Всего           | Всего           | 7     | 0    | 0     | 0     | 0          | 0          | 0      | 0      | 7     | 0     |
| Варберг                   | 2013            | Суперэттан      | 28    | 2    | 0     | 0     | 0          | 0          | 0      | 0      | 28    | 2     |
| Варберг                   | Всего           | Всего           | 28    | 2    | 0     | 0     | 0          | 0          | 0      | 0      | 28    | 2     |
| Эстерсунд                 | 2014            | Суперэттан      | 19    | 10   | 0     | 0     | 0          | 0          | 0      | 0      | 19    | 10    |
| Эстерсунд                 | Всего           | Всего           | 19    | 10   | 0     | 0     | 0          | 0          | 0      | 0      | 19    | 10    |
| Суонси Сити               | 2014/15         | Премьер-лига    | 11    | 0    | 2     | 1     | 0          | 0          | 0      | 0      | 13    | 1     |
| Суонси Сити               | 2015/16         | Премьер-лига    | 16    | 0    | 1     | 0     | 0          | 0          | 0      | 0      | 17    | 0     |
| Суонси Сити               | Всего           | Всего           | 11    | 0    | 2     | 1     | 0          | 0          | 0      | 0      | 30    | 1     |
| Ноттингем Форест (аренда) | 2014/15         | Чемпионшип      | 4     | 0    | 0     | 0     | —          | —          | 0      | 0      | 4     | 0     |
| Всего в карьере           | Всего в карьере | Всего в карьере | 93    | 41   | 2     | 1     | 0          | 0          | 0      | 0      | 95    | 42    |